# Eutelesia
Eutelesia is een geslacht van vlinders van de familie spinneruilen (Erebidae), uit de onderfamilie Arctiinae.

## Soorten
- E. phaeochroa Hampson, 1914
- E. variegata Reich, 1936
- E. vulgaris Druce, 1885